# دوپایه
دوپایه یکی از تجهیزات کمکی در عکاسی است که کاربردی شبیه به سه‌پایه و تک پایه دارد، اما فقط دوپایه دارد. این وسیله برای ایجاد ثبات در عکاسی و فیلمبرداری در راستاهای عمودی و افقی به کار می‌رود. استفادهٔ اصلی دوپایه‌ها، تحمل وزن دوربین و لنز می‌باشد.

## نگارخانه

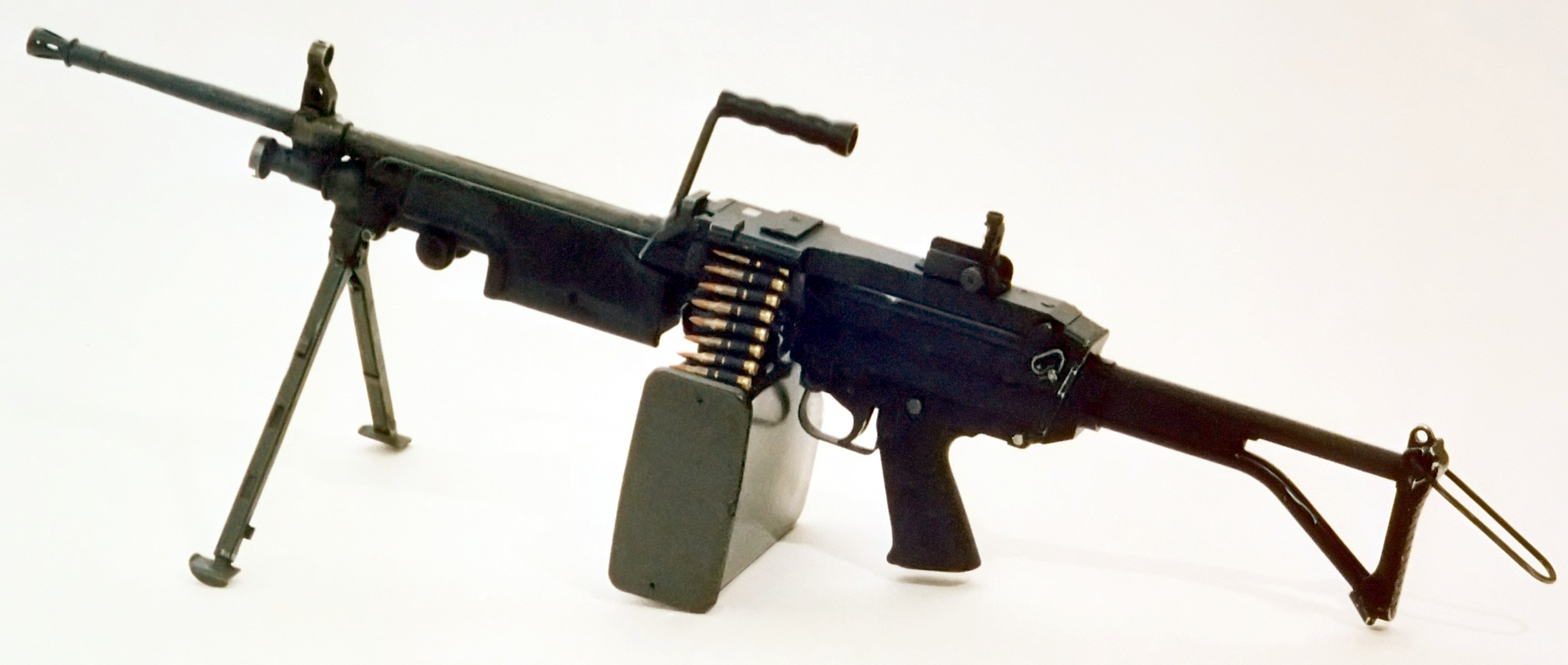
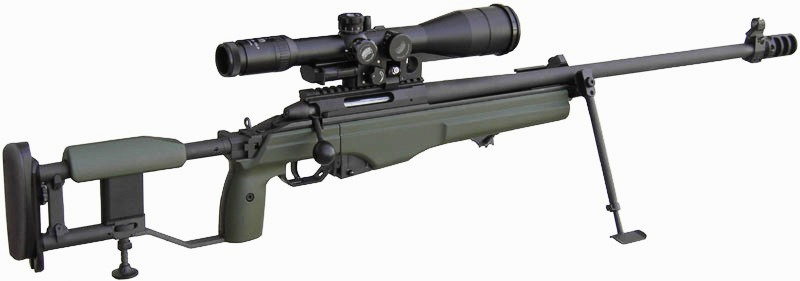